# 世代交叠模型
世代交叠模型（英語：Overlapping Generation (OLG) Model) ，又称戴蒙德模型、OLG模型，是研究宏观经济动力和经济增长的主要分析框架之一。相比于个体拥有无限生命的拉姆齐-卡斯-库普曼斯模型，世代交叠模型中的个体生命是有限的，且与另一个体的生命重叠至少一个周期。
世代交叠模型是研究以下方面的自然框架：生命周期行为（人力资本投资、工作和退休储蓄）、代际资源分配的影响（例如对社会安全的影响、对长期人均收入的影响 ）、人类历史进程中经济增长的决定因素和引发生育率转变的因素。

## 历史
OLG模型启发自欧文·费雪的专著《利息理论》，由莫里斯·阿莱于1947年最早提出，后由保羅·薩繆爾森于1958年加以严格化。1965年，彼得·戴蒙德 在模型中加入了新古典主义的生产部门，使这一模型得到学界的重视，成为了教科书中的标准模型。奧戴德·蓋勒在此基础上进一步开发了两部门 OLG 模型 和引入内生生育力的 OLG 模型。

## 纯交换OLG模型
基本的OLG模型具有以下特点： 

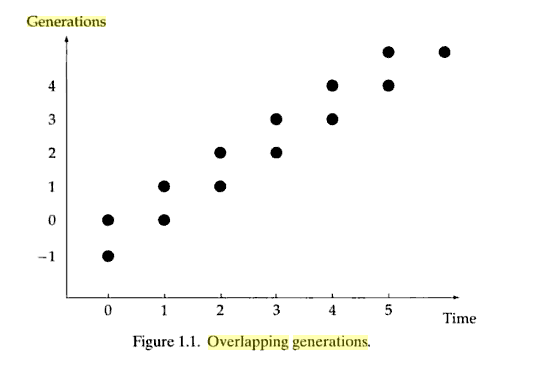
OLG模型的世代交叠

- 每个人生活两个时期，在第一个时期是青年，在第二个时期是老年。
- 每个时期都有许多人出生。 {\displaystyle N_{t}^{t}}表示在时期 t 出生的个体数量。
- {\displaystyle N_{t}^{t-1}}表示 t 时期的老年人数。经济始于第一个时期，此时一群人已经老了，他们被称为初始老年代(the initial old)，表示为{\displaystyle N_{0}} .
- 初始老年代的数量归一化： {\displaystyle N_{0}^{0}=1} .
- 人不会早死，所以{\displaystyle N_{t}^{t}=N_{t+1}^{t}} .
- 人口以恒定速率 n 增长：

{\displaystyle N_{t}^{t}=(1+n)^{t}}
- 为了简化起见，我们假设“纯交换经济”版本的模型中只有一种实物商品，它不能从一个时期储存到下一个时期。每个人在出生时获得一定量这种商品的固定禀赋，表示为y 。
- 存在生产部门的模型中（参见下面的戴蒙德 OLG 模型部分），实物商品可以被消费或投资以建立实物资本，产出来自劳动力和实物资本。每个人都拥有一单位的时间，劳动力市场的供给是缺乏弹性的。
- 对两个时期消费的偏好由下式给出

{\displaystyle u(c_{t}^{t},c_{t}^{t+1})=U(c_{t}^{t})+\beta U(c_{t}^{t+1}),}
其中{\displaystyle \beta }是时间偏好率。

## 存在生产部门的OLG模型

### 单生产部门 OLG 模型
戴蒙德引入新古典主义的生产部门增强了纯交换OLG模型。 与经济以单独的稳态均衡为特征的拉姆齐-卡斯-库普曼斯模型不同，Oded Galor 和 Harl Ryder 所建立的  OLG 模型以多重稳态均衡为特征，因此初始条件可能会影响长期人均收入水平的长期演变。
这种OLG模型中的初始条件会影响长期经济增长，对于探索收敛假设很有用。 
这种经济具有以下特点： 
- 任何时期都有一代青年人和一代老年人活着。
- 周期 t 中青年代的数量由{\displaystyle N_{t}=N_{0}E^{t}}给出。

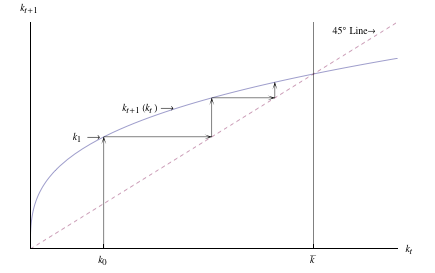
OLG经济收敛于稳定

- 每个人只在青年时期工作并赚取{\displaystyle Y_{1,t}}收入，在老年时期没有收入（{\displaystyle Y_{2,t+1}=0}）
- 每个人只消费青年时期收入的一部分，其余部分存起来以供老年时期的消费。
- 年轻人在 t 期末的资产是 t+1 期用于生产的资本来源。即 {\displaystyle K_{t+1}=N_{t}\times a_{1,t}}，其中{\displaystyle a_{1,t}}是每个年轻家庭在第 1 期消费后的资产，资本没有折旧。
- t 时期的老年代拥有全部资本存量并完全消费，因此 t 时期的老年代的支出由{\displaystyle N_{t-1}\times a_{1,t-1}=K_{t}}给出。
- 劳动力市场和资本市场是完全竞争市场，总生产技术是 CRS，Y = F(K,L)。

### 两部门OLG模型
蓋勒的两部门模型进一步发展了单生产部门OLG模型。两部门模型为研究生产部门对总冲击的调整以及国际贸易对比较优势动力机制的影响提供了一个分析框架。与宇泽弘文的双部门新古典主义增长模型相比 ，双部门OLG模型具有多个稳态均衡的特征，因此模型的初始条件可能影响长期经济增长。

### 具有内生生育力的OLG模型
盖勒等人开发的具有内生生育力的OLG模型，用来探索: (a) 缩小两性工资差距对生育率下降的重要性 (b) 人力资本回报率的上升和生育率的下降经济对从停滞到增长过渡的贡献 和(c) 人口对技术进步的调整对马尔萨斯陷阱的出现的影响。

## 动态低效率
与一般均衡模型不同，OLG模型的稳态均衡不一定是有效的。在一般均衡模型中，福利经济学基本定理保证柏累托有效。因为经济中存在无限多的代理人（未来时间的总和），资源的总价值是无限的，所以通过将资源从每个年轻人转移到当代的老年人来实现帕累托改进。并非所有均衡都是无效率的，一个均衡的效率与利率密切相关，卡斯准则给出了OLG竞争性均衡分配是否无效率的充分必要条件。
OLG模型的另一特点是，当资本积累被添加到模型中时，有可能出现 "过度储蓄"，这种情况可以由社会计划者通过强迫家庭缩减其资本存量来加以改善。但对生产技术和消费者品味的某些限制可以确保稳定状态的储蓄水平与索洛模型的黄金法则储蓄率相一致，从而保证跨期效率。按照同样的思路，关于这个问题的大多数实证研究都指出，过度储蓄在现实世界中似乎不是一个主要问题。 
在戴蒙德版本的模型中，个体倾向于储蓄超过社会最优水平，导致动态低效率。随后的工作调查了动态低效率是否是某些经济体的特征 ，以及政府将财富从年轻人转移到穷人的计划是否确实提升了动态效率。
OLG 模型的另一个关键贡献是它们证明了货币作为交换媒介的存在是合理的。期望系统作为一种均衡存在，在这种均衡中，每一个老年人都会用钱从青年人处换取消费。青年人愿意这样做是因为他们期望在他们成为老年人的时候能够用这些钱来购买消费。

## 拓展阅读
- Acemoğlu, Daron. . . Princeton University Press. 2008: 327–358. ISBN 978-0-691-13292-1.
- Barro, Robert J.; Sala-i-Martin, Xavier. .  Second. New York: McGraw-Hill. 2004: 190–200. ISBN 978-0-262-02553-9.
- Blanchard, Olivier Jean; Fischer, Stanley. . . Cambridge: MIT Press. 1989: 91–152  [2022-04-05]. ISBN 978-0-262-02283-5. （原始内容存档于2016-05-21）.
- Romer, David.  3rd. New York: McGraw Hill. 2006: 47–97. ISBN 978-0-07-287730-4.
- Weil, Philippe. . Journal of Economic Perspectives. 2008, 22 (4): 115–34. CiteSeerX 10.1.1.513.4087 . doi:10.1257/jep.22.4.115.
- Azariadis, Costas (1993), "Intertemporal Macroeconomics", Wiley-Blackwell, ISBN 978-1-55786-366-9.
- de la Croix, David; Michel, Philippe (2002), "A Theory of Economic Growth - Dynamics and Policy in Overlapping Generations", Cambridge University Press, ISBN 9780521001151.